# واشنطن العاصمة

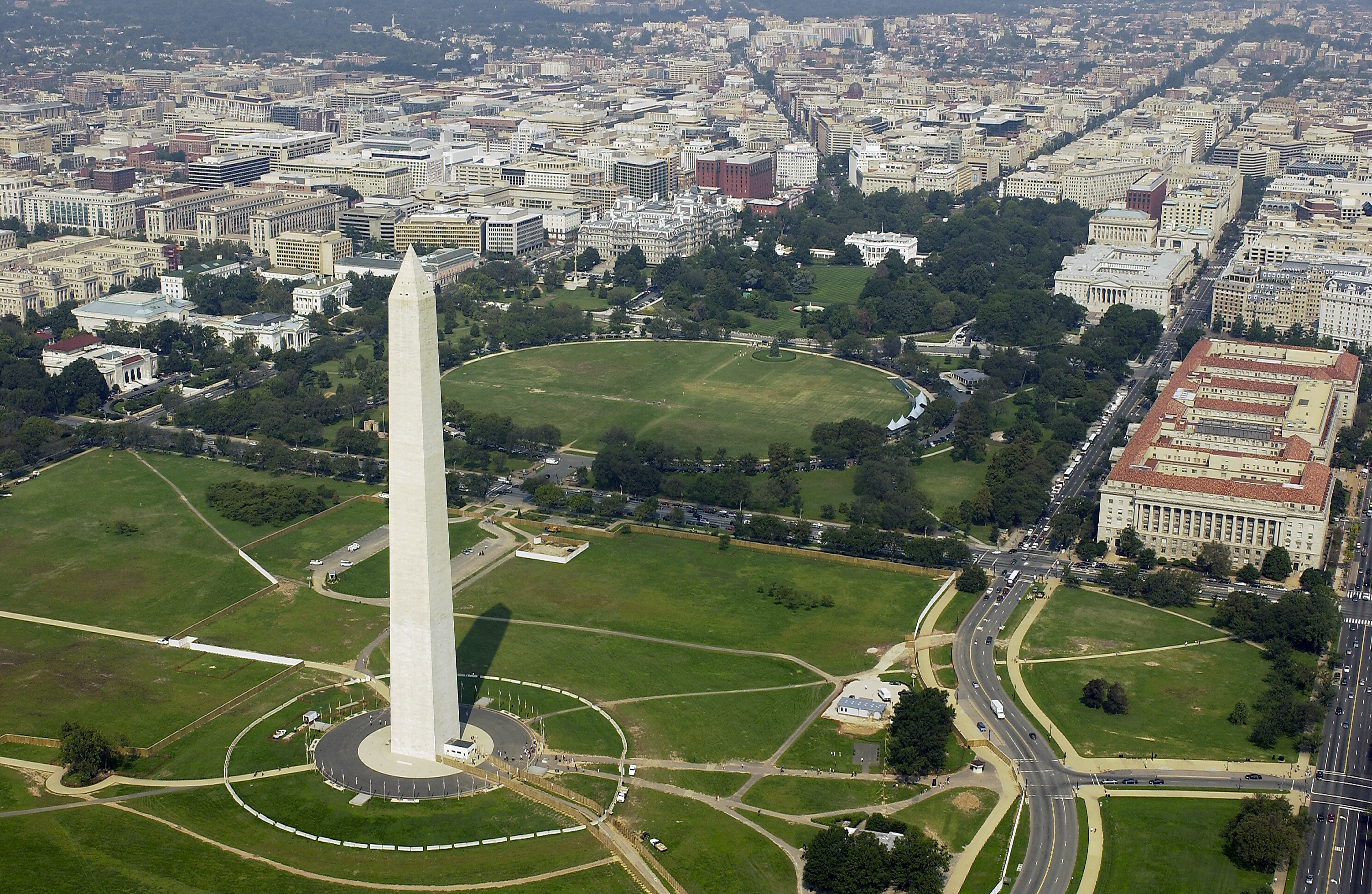
نصب واشنطن والبيت الأبيض

واشنطن العاصمة (رسمياً: مقاطعة كولومبيا، ويشار إليها بواشنطن دي سي، أو ببساطة، العاصمة أو وَشِنْطُن) هي العاصمة الفيدرالية للولايات المتحدة الأمريكية. وافق الكونغرس الأمريكي في 16 يوليو 1790، على إنشاء عاصمة وطنية دائمة. كما أقر الدستور الأمريكي. وتطلّب ذلك إنشاء قطاع اتحادي يقع تحت سيطرة الحكومة الفيدرالية مباشرةً ولا يتبع أيّاً من ولايات أمريكا. أنشئت العاصمة على أرض تقع على نهر بوتماك تبرعت بها ولايتا ميريلاند وفرجينا، إلا أن الجزء الذي أخذ من فيرجينيا أعيد اليها في عام 1846.
توسعت المدينة بعدها وأصبحت على شكلها الجغرافي الحالي بعد إنشاء عاصمة جديدة باسم جورج واشنطن في 1791 شرق ميناء جورج تاون وحّد قطاع كولومبيا السابق مع العاصمة الجديدة باسم واشنطن دي سي في عام 1871. تتشارك العاصمة باسم واشنطن فقط مع ولاية واشنطن التي تقع على الساحل الغربي للبلاد.
بلغ عدد سكان العاصمة أكثر من 681,170 نسمة في عام 2017. ويرتفع عدد الأشخاص في العاصمة أثناء أيام العمل من بعض سكان ميريلاند وفرجينيا ليبلغ أكثر من مليون شخص. أما في تجمع واشنطن الحضري، وهو المنطقة الحضرية المتصلة التي تعتبر العاصمة جزءاً منها، فيبلغ عدد سكانها تقريباً 6 ملايين نسمة، لتحل بذلك مركز سابع أكبر منطقة حضرية في البلاد.
تقع جميع أفرع السياسة الأمريكية الثلاث الرئيسية للحكومة الفدرالية للولايات المتحدة في العاصمة، بالإضافة للعديد من المعالم والمتاحف الأثرية في البلاد. تحتضن العاصمة 176 بعثة وسفارة أجنبية، بالإضافة للمقر الرئيسي للبنك الدولي، وصندوق النقد الدولي (IMF)، ومنظمة البلدان الأمريكية (OAS)، ومصرف التنمية الأمريكية ومنظمة الصحة للبلدان الأمريكية (PAHO). يقع أيضا بها مقر العديد من المؤسسات الأخرى مثل النقابات العمالية، والمنظمات غير الهادفة للربح، وجماعات الضغط السياسي، والجمعيات المهنية.
يدير العاصمة رئيس البلدية والمجلس البلدي المؤلف من 13 عضواً. إلا أن للكونغرس الأمريكي السلطة العليا على المدينة ويُمكنه إلغاء القوانين المحلية. ولذلك فإن السكان يتمعتون بصلاحيات أقل من الحكم الذاتي عن باقي سكان الولايات الأمريكية. ولا تتمتع المقاطعة بأي تمثيل في مبنى الكونغرس الفيدرالي، بالرغم من أن لها ثلاثة أصوات في الانتخابات الرئاسية، بيد أن هناك مندوب واحد من مقاطعة كولومبيا في الكونغرس، له حق التشاور وليس التصويت ولم يكن لدى المقيمين في العاصمة الحق في التصويت في الانتخابات الرئاسية قبل التصديق على التعديل الثالث والعشرون لدستور الولايات المتحدة في عام 1961.

## تأسيسها
في 16 يوليو 1790، وافق الكونغرس في الولايات المتحدة على إنشاء عاصمة وطنية دائمة على النحو المسموح به بموجب الدستور الأميركي. المنطقة الفيدرالية هذه ليست جزءا من أي ولاية أميركية تم تشكيلها من الأراضي على طول نهر بوتوماك التي تبرعت بها ولايات ميريلاند وفيرجينيا، ولكن أعيد جزء فرجينيا من قبل الكونغرس في 1846.
تأسست مدينة العاصمة الجديدة إلى الشرق من الميناء الكائن بجوار جورج تاون وسميت باسم جورج واشنطن في عام 1791. وتم توحيد مدينة واشنطن وجورج تاون، والمساحة المتبقية داخل المنطقة في مدينة واحدة في عام 1871، وهي التي أصبحت واشنطن العاصمة، كما هو قائم اليوم، وتقع على ساحل المحيط الأطلسي.

## التاريخ
كان الهنود البسكاتوويون أول من سكنوا في منطقة واشنطن. وأخذ المهاجرون الاوربيون في القدوم نحو المنطقة في نهاية القرن السابع عشر، وأقاموا بعض المزارع والحقول. وفي عام 1749 م أسس المهاجرون مدينة "الإسكندرية"، وكانت أول مدينة تنشأ في المنطقة التي كانت معروفة آنذاك بمستعمرة فرجينيا.

### تأسيسها
استخدمت عدة مدن عواصم للولايات المتحدة خلال سنواتها الأولى. ولكن في عام 1783 م قرر الكونغرس أن تحدّد عاصمة دائمة للبلاد لتكون مركزًا رئيسياً للحكومة. بيد أن الولايات لم تستطع آنذاك أن تتفق على موقع لهذه العاصمة. وقد خُيل إلى الناس أن هذه العاصمة الجديدة ستصبح مدينة مهمة من الناحية التجارية والصناعية. ونتيجة لذلك أرادت كل ولاية أن تكون هذه العاصمة بين حدودها. وبالإضافة إلى ذلك أراد كل من الشماليين والجنوبيين أن تكون العاصمة ضمن أراضيهم.
وفي عام 1790 م توصل وزير المالية ألكسندر هاملتون إلى حل. فقد اقترح أن تُنشأ العاصمة في أرض تملكها حكومة فيدرالية بدلاً من أن تملكها ولاية من الولايات. وقام هو وآخرون بإقناع الزعماء السياسيين الشماليين بوضع العاصمة في الجنوب. وفي مقابل ذلك أيّد الزعماء الجنوبيون بعض السياسات الحكومية التي يراها الشماليون.
وبمجرد أن انتهت الخلافات قرّر الكونغرس أن يحدّد موقع العاصمة على ضفاف نهر بوتوماك. ثم طلب من الرئيس جورج واشنطن الذي كان قد نشأ وترعرع في منطقة بوتوماك أن يختار الموقع بالضبط.
ولم يتضمن اختيار الرئيس في عام 1791 م فقط أراضي أصبحت الآن من أراضي واشنطن، ولكن شمل 78 كم² من أراض تقع غربي بوتوماك كذلك. وكانت حدود المدينة الحالية من ضمن ممتلكات ميريلاند، كما كانت الأراضي التي تقع جنوب غربي النهر جزءاً من فرجينيا. وقد حوَّلت كلتا الولايتين هذه الأراضي إلى الحكومة الفيدرالية.

### الأيام الأولى
عين الرئيس جورج واشنطن المهندس الفرنسي بيير شارل لانفان لعمل خطة لخريطة المدينة الطبيعية. وقد عالجت خطة لانفان المساحة التي بين نهر أناكوستيا وجورج تاون. ولكنها وضعت في نفس الوقت المخطط لكل المدينة وجعلت من الكابيتول مركزًا لمدينة واشنطن.
وفي عام 1800م انتقلت الحكومة الفيدرالية من مقرها المؤقت في فيلادلفيا إلى واشنطن. وكان عدد سكان واشنطن آنذاك نحو 8,000 نسمة. وفي عام 1814 م وذلك خلال حرب 1812 استولى الجنود البريطانيون على واشنطن، فأحرقوا الكابيتول، والبيت الأبيض وبعض المباني الحكومية الأخرى. ثم أعيد بناء هذه الأماكن فيما بعد وانتهت أعمال البناء سنة 1819 م.
لم تَصْدُق الرؤيا بأن واشنطن ستصبح مركزًا تجاريًا وصناعيًا في ذلك الوقت، ولم تستطع هذه المدينة منافسة غيرها من المدن العريقة مثل بوسطن، ونيويورك وفيلادلفيا وبالتيمور وتشارلستون في نشاطها الاقتصادي. ولما كانت تفتقر إلى النمو الاقتصادي فقد ظلت مدينة واشنطن مدينة صغيرة.

### النمو والتطور
كانت فترات نمو العاصمة واشنطن ذات صلة وثيقة بأيام الأزمات مثل الحروب والأزمات الاقتصادية. ففي مثل تلك الظروف تتسع مسؤوليات الحكومة الفيدرالية لكي تمد يد المعونة لعدد كبير من المواطنين الذين ينزحون إلى المدينة لشغل الوظائف التي تستحدث فيها.
وكانت أولى تلك الأزمات الحرب الأهلية التي استمرت من سنة 1861 م إلى سنة 1865 م، وقد أدت هذه الحرب إلى نمو واشنطن نموا سريعاً، إذ زاد عدد سكان المدينة من 60,000 إلى 120,000 نسمة. وحشد الاتحاد آلاف الجنود في واشنطن للدفاع عن المدينة ضد هجمات القوات الجنوبية. وانهمرت أعداد كبيرة من الناس يقصدون المدينة للمساعدة في توجيه مجهود الاتحاد الحربي، ولتأسيس وإقامة بعض الأعمال التجارية. وبالإضافة إلى ذلك توجهت أعداد كبيرة من المستعبدين الذين حُرروا أثناء الحرب إلى المدينة. وأدى هذا النزوح الجماعي الضخم إلى نقص حاد في المساكن وأزمة سكن بالمدينة. وبالإضافة إلى ذلك فإن شوارع المدينة ونظام مجاريها وشبكة مياهها وغير ذلك من مرافق الخدمات العامة، لم تستطع القيام بمهامها على الوجه المطلوب ومقابلة الاحتياجات المتزايدة للسكان.
وأخذت واشنطن في النمو والتطور بعد الحرب الأهلية. ولكن في سنة 1917 م عندما دخلت الولايات المتحدة الحرب العالمية الأولى، حلت فترة أخرى للتزايد السكاني في المدينة. فقد أصبحت الحكومة مرة أخرى في حاجة إلى عمال جدد لإدارة مجهود حربي جديد. وكانت هناك حاجة إلى أعمال تجارية وخدمات لمساندة الحكومة.
وإبّان الأزمة الاقتصادية العالمية في الثلاثينيات من القرن العشرين أصبحت الوظائف نادرة الوجود في سائر أنحاء الولايات المتحدة ماعدا واشنطن. وكانت الحكومة الفيدرالية غارقة في وضع الخطط وتنفيذها لإنهاء تلك الأزمة الحادة، وأضحت هناك آلاف من الوظائف الحكومية في متناول اليد في العاصمة.

### التطورات الحديثة
ومنذ تلك الأزمة الاقتصادية العالمية أدت عدة عــوامل إلى نمو الحكومة دون أن يواجهـها سوى القـليل مـن العقـبات. ومن هـذه العوامل اشـتراك الولايـات المتحـدة فـي الحرب العالمية الثانية (1941- 1945 م)، ثم تزعمها للعالم الغربـي بعـد الحرب، وزيادة مسـؤولـيات الحكـومة الفيدرالية فـي مجال العـمل الاجتـماعي. وأدى تطــور الحكومة إلى نمو مستمر في منطقة واشنطن. بذل سكان واشنطن جهداً كبيراً في جعل مدينتهم ولاية قائمة بذاتها خلال ثمانينيات وتسعينيات القرن العشرين إلا أن مجلس الشيوخ كان عائقاً أمامهم رغم موافقة مجلس النواب.

## الجغرافيا

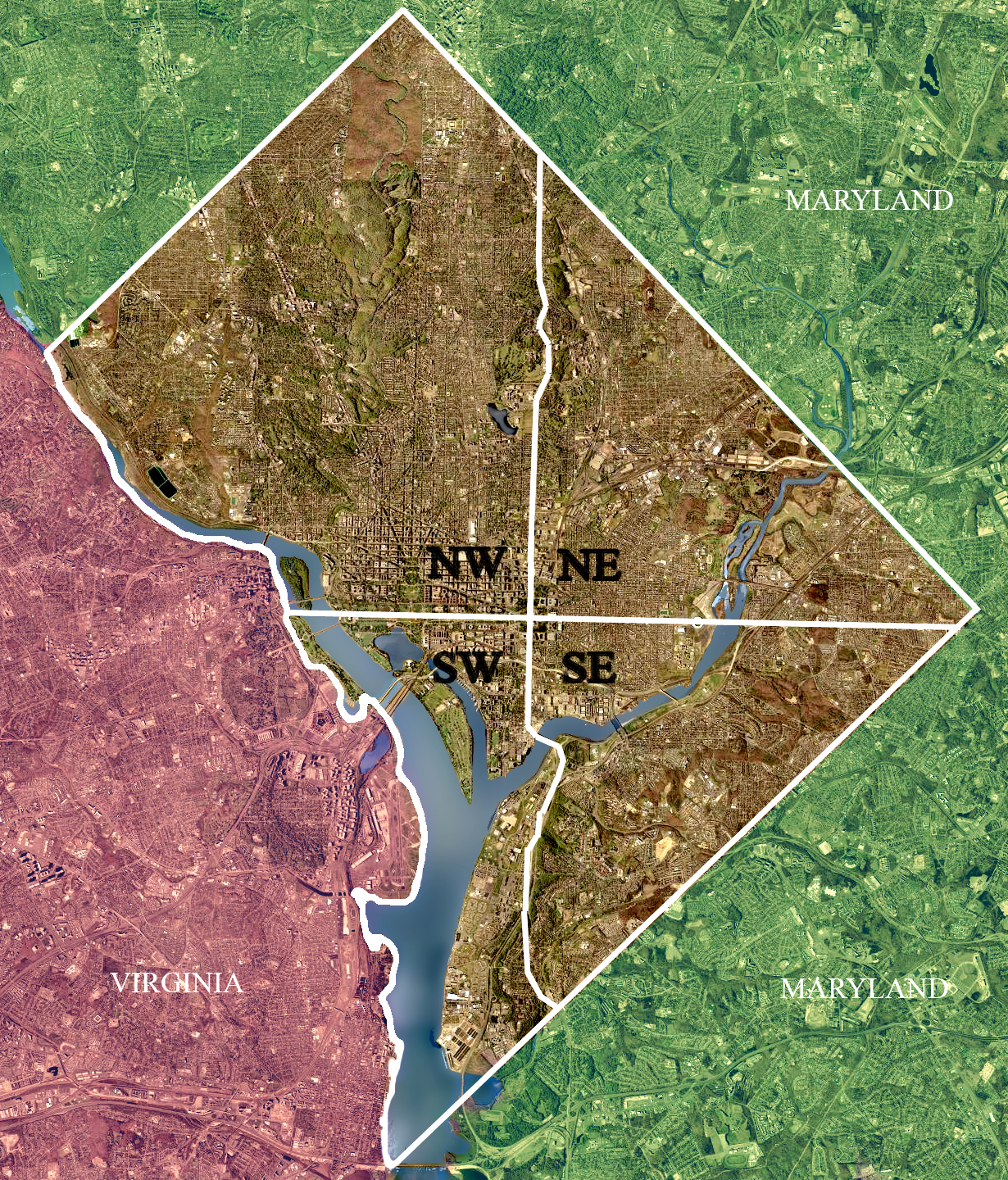
واشنطن من الفضاء

تقع واشنطن دي. سي. على الضفة الشمالية الشرقية من نهر بوتوماك. وتبلغ مساحة المدينة نحو 177 كم²، كما يبلغ عدد سكانها 606,900 نسمة. وتحد ولاية ميريلاند واشنطن من الشمال والشرق والجنوب. وتقع فرجينيا على نهر بوتوماك نحو الغرب والجنوب.
وتحيط بواشنطن الضواحي التابعة لكل من ميريلاند وفرجينيا. وتشكل المدينة وضواحيها منطقة حضرية كبرى تبلغ مساحتها 16,863 كم²، كما يبلغ عدد سكانها 4,223,485 نسمة.
ويقع الكابيتول بالقرب من وسط واشنطن. وتمتد بعض الشوارع الواسعة من الكابيتول إلى كل الاتجاهات، وكأنها أسلاك عجلة. تقسم هذه الشوارع مع الساحة القومية (المول)، التي تمتد نحو الغرب من مبنى الكابيتول، واشنطن إلى أربعة أقسام هي: الشمال الغربي، والشمال الشرقي، والجنوب الشرقي، والجنوب الغربي. وقد أطلق اسم كل منها حسب اتجاهه من الكابيتول. كما أن كل عنوان في واشنطن يتبعه واحد من الاختصارات التي تدل على القسم الذي فيه العنوان. وهذه الاختصارات ومعانيها هي إن دبليو NW (شمال غربي)، إن أي NE(شمال شرقي)، إس أي SE(جنوب شرقي)، إس دبليو SW (جنوب غربي).

### القسم الشمالي الغربي
هو أكبر أقسام واشنطن، ومركز واشنطن الرئيسي للنشاط الثقافي والاقتصادي والحكومي.
ويتضمن الجزء الجنوبي من قسم واشنطن الشمالي الغربي البيت الأبيض ومباني الحكومة الكثيرة القريبة منه، إضافة إلى المتاحف السميثسونية ونصب واشنطن التذكاري ونصب لنكولن، وتقع منطقة واشنطن الرئيسية للتسوُّق في القسم الشمالي الغربي.

### القسم الشمالي الشرقي
منطقة سكنية، تعيش فيها جماعات من الطبقة الوسطى وأخرى من ذوي الدخل المنخفض.
ويقع أرشيف متحف بثيون وغيره من المؤسسات المخصصة لترقية ثقافة السود في القسم الشمالي الغربي. ويقع حرم الجامعة الكاثوليكية الأمريكية ـ وهي الجامعة الوطنية للكنيسة الرومانية الكاثوليكية ـ على بعد نحو 5 كم شمالي الكابيتول في هذا القسم.

### القسم الجنوبي الشرقي
منطقة سكنية غنية تعج بمباني الشقق السكنية الراقية، إضافة إلى بعض المنازل القديمة التي أعيدت إلى سابق عهدها. وهناك سوق على الطراز القديم يسمى السوق الشرقي، يؤمه جماعات من المزارعين الذين يقدمون من المناطق حول واشنطن لبيع محصولهم من الفاكهة والخضراوات وعصير التفاح والبيض والأزهار. ويحضر التجار نتاج مخابزهم، كما يجلب آخرون اللحم، وغير ذلك من السلع.

### القسم الجنوبي الغربي
أعيد بناء كل مباني القسم الجنوبي الغربي من واشنطن تقريبًا بعد الخمسينيات من القرن العشرين، جزءاً من برنامج تجديد حضري رئيسي. وبالقسم كثير من المنازل الجديدة والشقق السكنية والمكاتب بالمقارنة مع غيره من الأقسام.

### منطقة واشنطن الحضرية
وفقًا لما حددته الحكومة الفيدرالية، تشتمل هذه المنطقة على المدينة، ومقاطعات كالفيرت وتشارلز وفريدريك ومونتجمري وبرنس جورج في ماريلاند، ومقاطعات آرلنجتون وفيرفاكس ولودون وبرنس وليم وستافورد في فرجينيا، وخمس مدن فرجينية لا تتبع أي ولاية، وهي الإسكندرية وفيرفاكس وفولز تشيرتش ومانأساس ومانأساس بارك.
وتتضمن مقاطعات منطقة واشنطن الحضرية بعض المدن والبلدات الريفية ومساحات واسعة مكشوفة من الجبال والغابات والحقول. ومعظم المدن والبلدات الريفية تحكمها تشريعات المقاطعات التي تقع فيها.

### المناخ

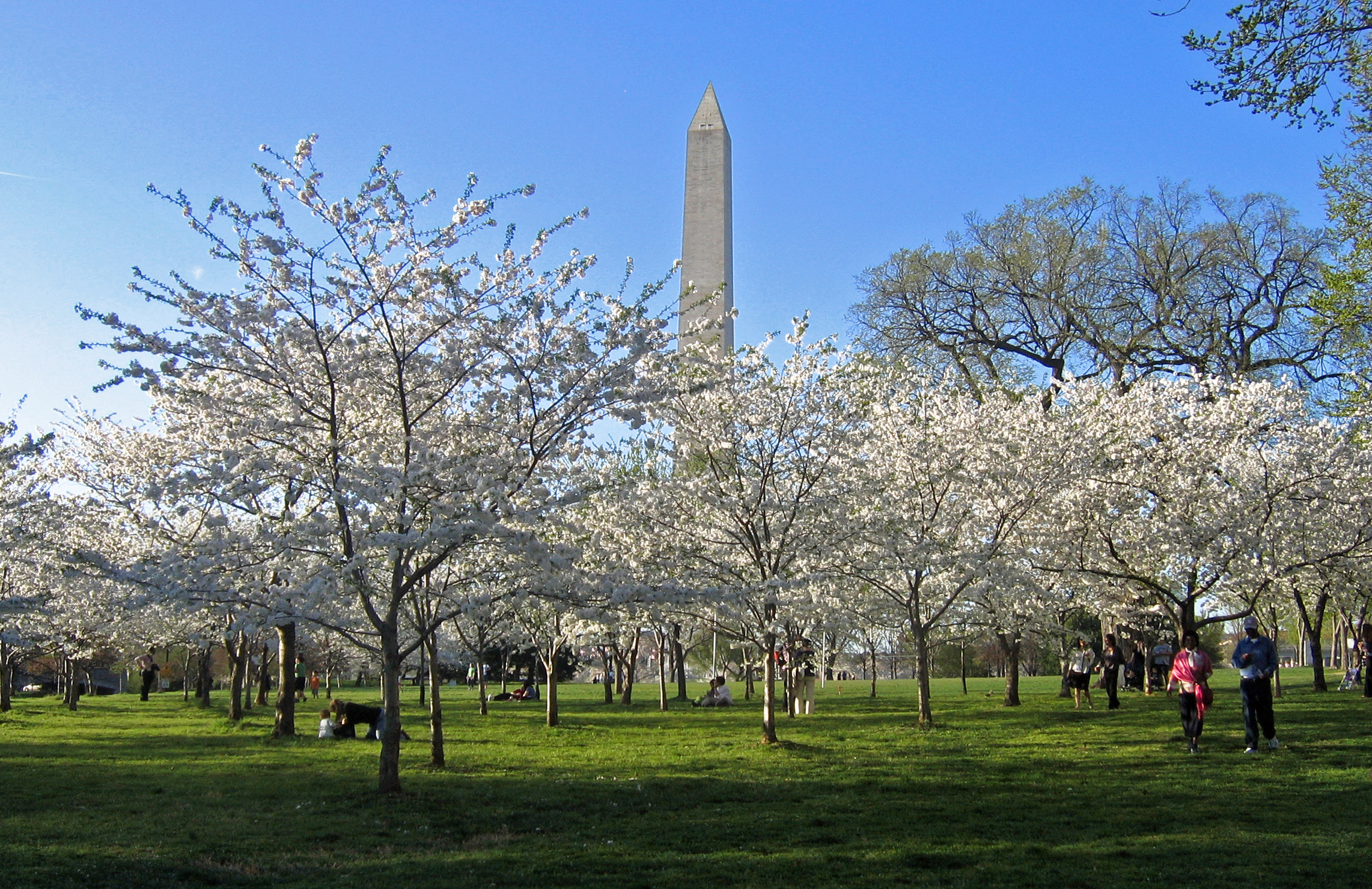
النصب التذكاري في فصل الربيع

لواشنطن مناخ رطب شبه مداري (كوبون: سي إف إيه)، تتميز به بسبب موقعها الجغرافي، يتيح هذا المناخ لجميع الفصول الأربعة للظهور بشكل ملفت وواضح. يغطي هذا المناخ معظم مناطق الولايات المتحدة في منتصف الأطلسي، والتي تكون بعيدة عن مسطحات مائية كبيرة. يتميز الربيع والخريف بالدفء، بينما يتساقط الثلج بمستوى 15.5 إنش (39 سم) سنوياً في الشتاء الذي يكون بارد نوعاً ما. وتكون درجة حرارة الشتاء حوالي 38 °ف (3.3 °م) من منتصف ديسمبر وحتى منتصف فبراير. وتضرب العواصف الثلجية العاصمة بمعدل مرة من كل أربع إلى ست سنوات. وتصاحب أعنف العواصف التي تضرب المنطقة برياح عاتية وأمطار غزيرة والثلوج في بعض الأحيان. ويؤثر هذا النوع من العواصف على قطاع كبير من الساحل الشرقي للولايات المتحدة من شماله إلى جنوبه.
أما الصيف، فهو حار ورطب وتصل متوسطة درجة الحرارة في يوليو إلى 79.2 °ف (26.2 °م) بمستوى رطوبة 66%، والذي قد يؤثر سلباً على الأشخاص مسبباً لهم شعور بعدم الارتياح. يؤدي مزيج الحرارة مع الرطوبة في فصل الصيف إلى جلب عواصف رعدية بشكل متكرر، بالإضافة لبعض الأعاصير الموسمية التي تضرب المنطقة. تكون عادةً هذه الأعاصير (أو بقاياها) والتي اتخذت مساراً شبه دائم في المنطقة في أواخر الصيف وبداية الخريف، وعموماً، فإن أغلب الأعاصير تفقد قوتها المدمرة في طريقها إلى العاصمة بسبب موقعها الداخلي نسبياً البعيد عن المحيط. ويؤدي فيضان نهر بوتوماك، والذي يحدث بسبب ارتفاع المد والعواصف والجريان السطحي، إلى أضرار بالغه في الممتلكات في جورج تاون تحديداً.
أعلى درجة حرارة سجلت في العاصمة كانت 106 °ف (41 °م) سجلت في 20 يوليو، 1930 و 6 أغسطس، 1918. في حين أن أدنى درجة سجلت كانت −15 °ف (−26 °م) في 11 فبراير، 1899، أثناء العاصفة الثلجية العظيمة. وبشكل عام طوال السنة، لا ترتفع الحرارة عن 90 °ف (32.2 °م) أكثر من 37 يوماً في السنة، بينما لا تستمر الحرارة في التجمد أو أقل لأكثر من 64 ليلة في السنة.

## الديموجرافيا
قدر مكتب تعداد الولايات المتحدة سكان القطاع بحوالي 681,170 في 1 يوليو 2016، بزيادة قدرها 13.2% منذ تعداد الولايات المتحدة عام 2010. الزيادة هي استمرار للنمو الملحوظ منذ عام 2000، بعد مرحلة استمرت نصف قرن من انخفاض عدد السكان. احتلت المدينة المركز 24 ضمن الأماكن الأكثر اكتظاظا بالسكان في الولايات المتحدة اعتبارًا من 2010. ووفقا لبيانات عام 2010 فإن السكان من ضواحي العاصمة يرفعون العدد الإجمالي إلى أكثر من مليون شخص خلال فترة النهار. ولو تم النظر إلى المقاطعة كولاية فإنها ستحتل الترتيب 49 في عدد السكان، قبل ولايتي فيرمونت ووايومنغ.
تحتل منطقة واشنطن الحضرية ‏، والتي تشمل الضواحي المحيطة بالعاصمة، المركز السادس في ترتيب أكبر المناطق الحضرية في الولايات المتحدة بتعداد سكان وصل إلى 6 مليون نسمة في عام 2014. عند دمج منطقة واشنطن الحضرية مع مدينة بالتيمور وضواحيها، تجاوز تعداد سكان منطقة بالتيمو–واشنطن العاصمة الحضرية أكثر من 9.5 مليون نسمة في عام 2014، وهي بذلك رابع أكبر ‏ منطقة إحصائية مجمعة في البلاد.
وفقا لمعلومات مكتب الإحصاء في 2016 عن التركيبة السكانية لسكان واشنطن العاصمة، فإن 47.7% هم من السود أو الأمريكيين من أصل أفريقي، 44.6% من البيض (36.4% البيض غير اللاتينيين)، 4.1% آسيويون, 0.6% من الهنود الأمريكيين أو من سكان ألاسكا الأصليين، و 0.2% من مواليد هاواي أو جزر المحيط الهادئ. واحتل الأفراد ذوي الأعراق المختلطة نسبة 2.7% من السكان. وهناك 10.9 ٪ من السكان من أصول لاتينية.

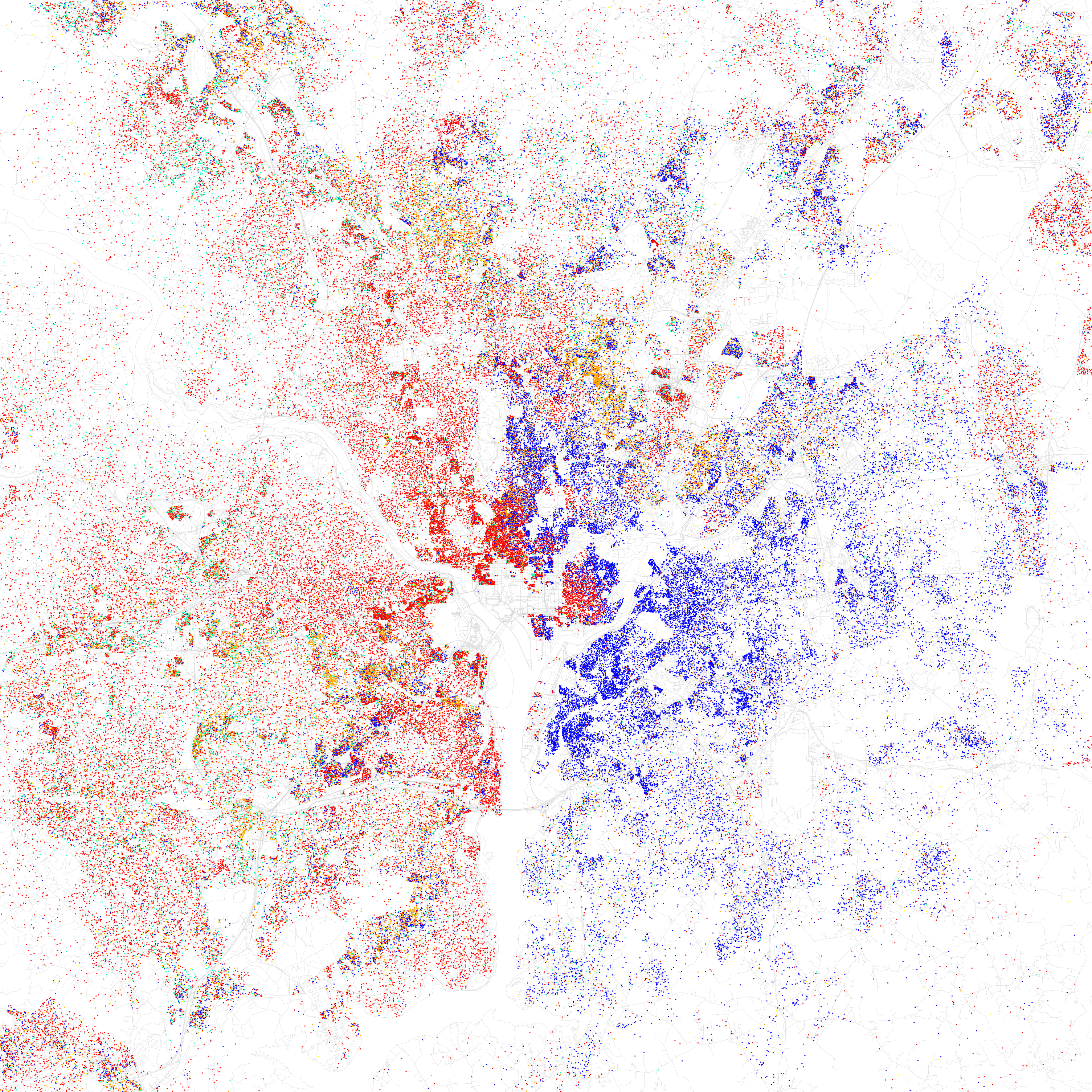
خريطة التوزيع العرقي في واشنطن العاصمة بحسب تعداد الولايات المتحدة 2010. كل نقطة هو 25 شخصا: بيض, سود, آسيويون, لاتينيون أو غيرها (أصفر)

كان بواشنطن العاصمة نسبة كبيرة من السكان الأمريكيين من أصل أفريقي ‏ منذ تأسيس المدينة. وشكل السكان من أصول أفريقية حوالي 30% من إجمالي عدد السكان بين 1800 و1940. بلغت نسبة السكان السود الذروة بحوالي 70% بحلول عام 1970، ولكن شهدت المدينة تراجع ملحوظ منذ ذلك الحين للسكان من أصول أفريقية بسبب انتقال العديد منهم إلى الضواحي المحيطة بها. أدت عملية الاستطباق التي شهدتها المدينة مؤخراً إلى زيادة قدرها 31.4% في السكان البيض غير اللاتينيين وانخفاض بنسبة 11.5% في السكان السود بين 2000 و2010.
حوالي 17% من سكان العاصمة كانت أعمارهم 18 عاما أو أقل في عام 2010؛ أقل من المتوسط في الولايات المتحدة الذي بلغ 24%. ومع ذلك، فإن للعاصمة أدنى متوسط عمر في جميع الولايات المتحدة والذي بلغ 34 عاماً. وصل عدد المهاجرين في المدينة في 2010 لحوالي 81,734 مهاجر. أغلبهم من أصول ترجع إلى السلفادوروفيتنام وإثيوبيا، مع تركيز السلفادوريين في حي ماونت بليزانت.
بلغت نسبة زواج المثليين في العاصمة حوالي 2% من إجمالي سكان المدينة بعدد وصل إلى 4,822 زوج في 2010. وكان قد أجيز تشريع يجيز الزواج من نفس الجنس ‏ في عام 2009 وبدأت المقاطعة إصدار تراخيص الزواج للأزواج من نفس الجنس في آذار / مارس 2010.
من إجمالي سكان المدينة هناك 17% يتبعون الكنيسة المعمدانية و 13% الكاثوليكية، 6% الإنجيلية البروتستانتية،4% الميثودية و3% الأسقفية/الأنجليكانية، 3 ٪ من الديانة اليهودية و2% يتبعون الكنيسة الأرثوذكسية الشرقية، 1% الخمسينية، 1 ٪ يعتنقون البوذية، 1 ٪ من أتباع السبتية، 1% اللوثرية، 1% من المسلمين، 1% يتبعون المشيخية و 1% المورمون، 1% الهندوس.

### السكن

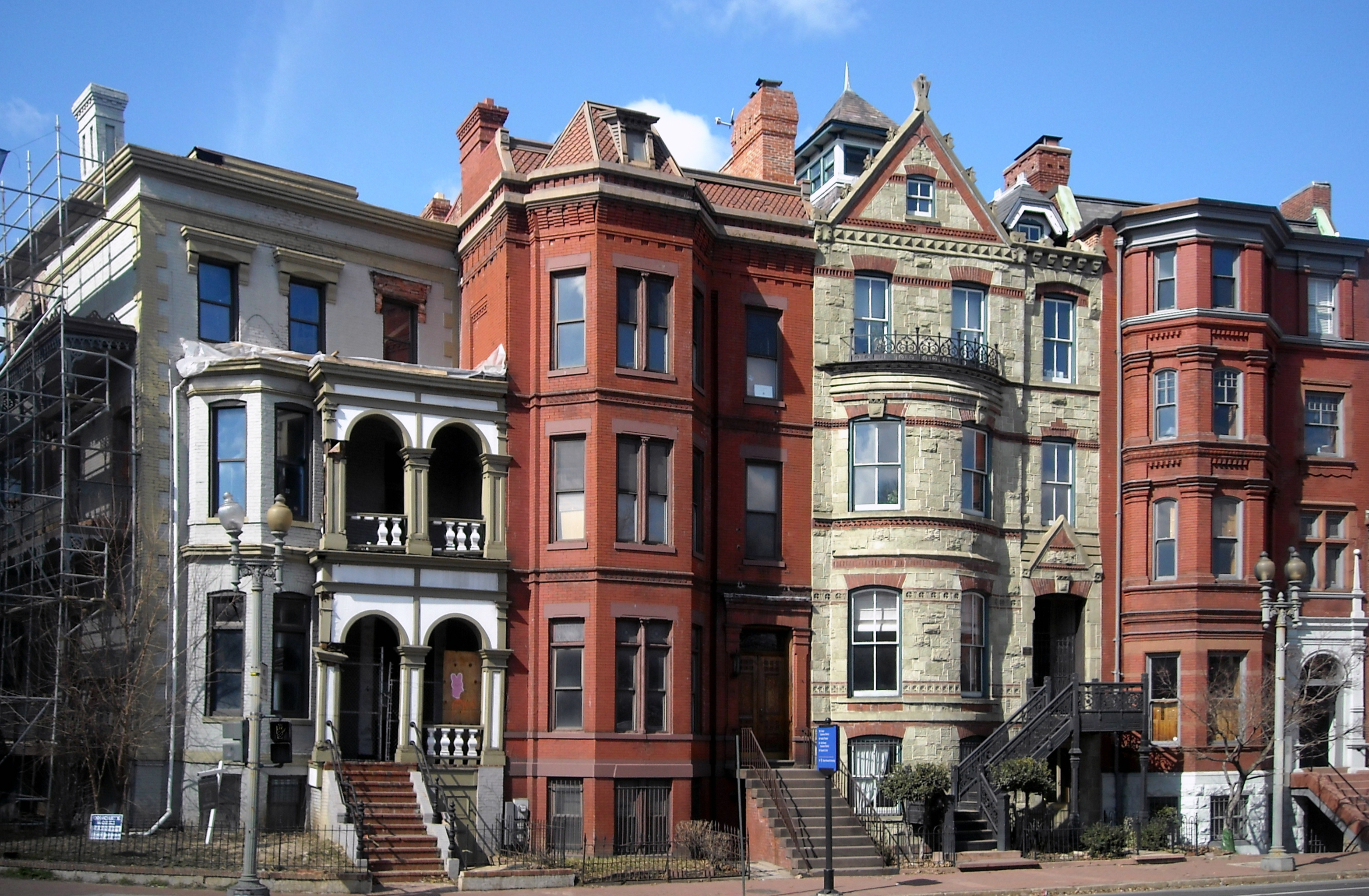
مباني في منطقة لوجان

في واشنطن بعض المنازل الراقية التي عرفتها الأمة الأمريكية بما في ذلك شقق ووترجيت وقصور جورج تاون ومنازلها. وبالإضافة إلى ذلك فإن بالمدينة كثيرًا من منازل الطبقة الوسطى الجيدة. غير أن المدينة مع ذلك تنقصها المنازل الصالحة لعائلات ذوي الدخل المنخفض وذوي الدخل المتوسط. ويوجد هذا النقص في السكن في كل من المدينة والضواحي، ويُعد من أكبر المشكلات التي تعانيها منطقة واشنطن.

## تصميم المدينة

خطة لوفون لواشنطن العاصمة بعد تنقيحها من قبل اندرو اليكوت في 1792

تصنف واشنطن العاصمة كمدينة حديثة بنيت على تخطيط شارك فيه المهندس والمعماري الفرنسي المولد فييرري تشارلز لوفون بالنصيب الأكبر، حيث أنه أول من وصل للمنطقة عندما كان يعمل كمهندس حربي مع اللواء لافاييتتي أثناء حرب الاستقلال الأمريكية. حدث هذا عندما كلف الرئيس واشنطن لوفون في العام 1791 بالعمل على تخطيط العاصمة الجديدة. وقام توماس جيفرسون بناءً على طلب لوفون بجلب مخططات لمدن أوربية قديمة كانوا قد أحضروها معهم في 1788 للأمريكية الشمالية، مثل أمستردام وباريس وكارلسروه وفرانكفورت وميلانو. وقد تم التخطيط للبناء على الطراز الباروكي، وتم مراعاة وجود مساحات خضراء مفتوحة تصل إليها الطرق. صمم لوفون أيضاً ممر مبطن بالنباتات بطول 1 ميل (1.6 كم) وعرض 400 قدم (120 م) وأطلق عليه اسم غراند افنيو، في المنطقة التي أصبح يطلق عليها اليوم ناشيونال مول.
وفي مارس 1792، أقال الرئيس واشنطن لوفون بسبب إصرار الأخير على العمل في تخطيط المدينة بإدارة مصغرة، الأمر الذي تعارض مع الثلاث لجنان المفوضة والمعينة من قبل واشنطن للإشراف على بناء العاصمة. ثم كلف أندرو إليكوت، الذي كان يعمل مع لوفون في مسح المدينة، لاستكمال الخطط. وعلى الرغم من قيام إليكوت بتنقيحات على الخطط الرئيسية وإدخال بعض التعديلات على أنماط وتصاميم الشوارع، إلا أنه يتم عزو التصميم الكلي للمدينة إلى المصمم الأصلي لوفون. وكان يحد مدينة واشنطن شارع فلوريدا من الشمال والذي كان يسمى حينها شارع الحدود Boundary Street، وروك كريك من الغرب، ونهر أناكوستيا إلى الشرق.
وبحلول القرن العشرين، بدأت رؤية لوفون بنشر المساحات الخضراء والحدائق والمعالم الوطنية الكبرى في المدينة تتشوه، حيث زادت الأحياء الفقيرة والمباني العشوائية ذات الطراز المختلف للمكان بشكل ملحوظ، بالإضافة لمحطة سكة حديد داخل الناشيونال مول نفسه. في عام 1900، شكل الكونغرسى لجنة مشتركة برئاسة السناتور جيمس ماكميلان، ووضع على عاتقها تجميل المدينة. وبعد عام واحد تم الانتهاء من وضع ما عرف لاحقاً بخطة ماكميلان. شملت هذه الخطة إعادة تشجير المنطقة المحيطة بالكابيتول والمول، وبناء مباني جديدة للحكومة الفدرالية ونصب تذكارية، تنظيف وتطهير المباني العشوائية، والشروع في إنشاء نظام جديدة للحدائق والمنتزهات. أبقى المعماريين المعينيين من قبل اللجنة المشتركة على النسق والطراز الأصليين لتصاميم المدينة، الأمر الذي يعتقد أنه ساهم في المحافظة على رؤية وتصاميم لوفون.

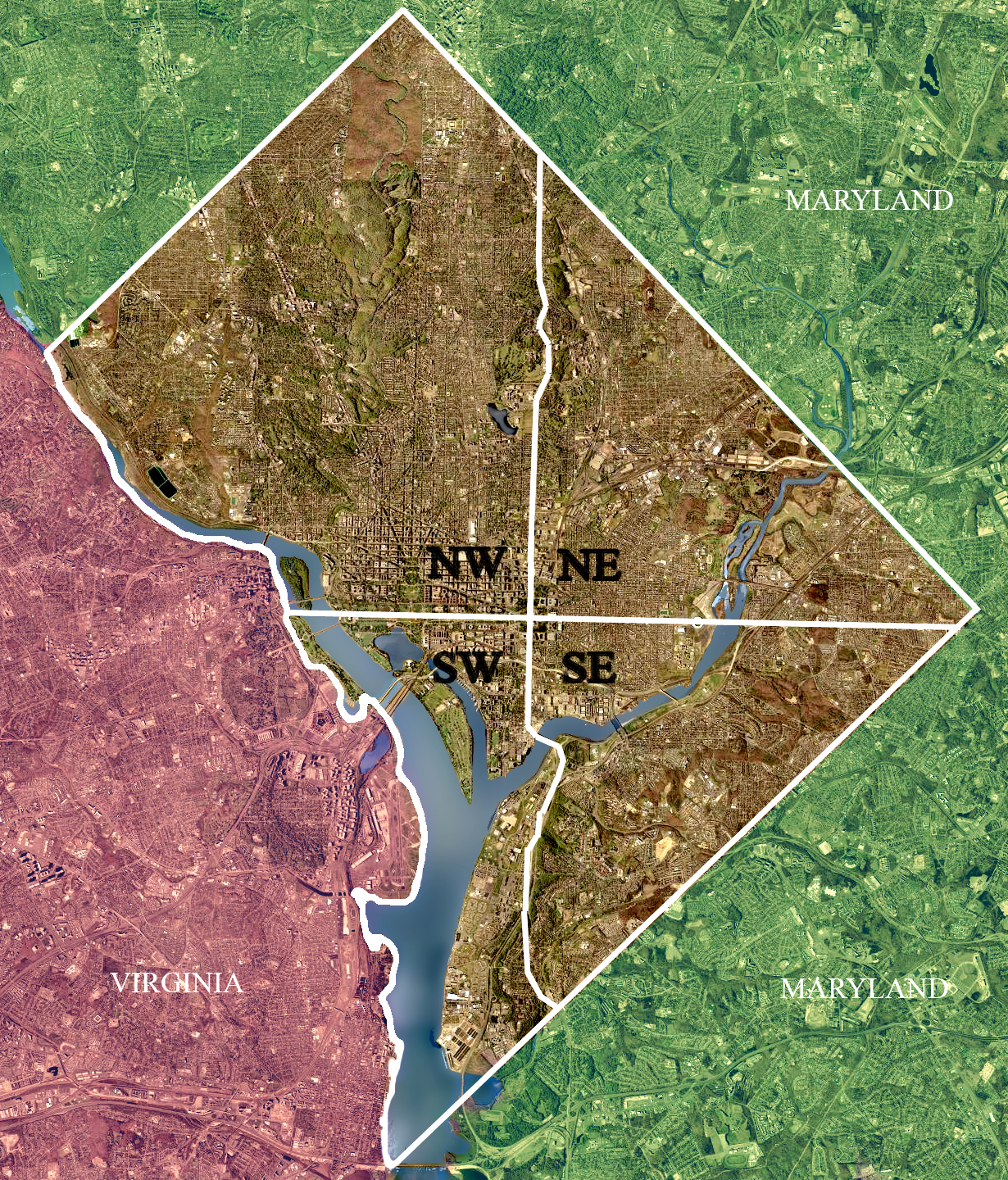
الأجزاء الإدارية الأربعة للعاصمة

أصدر الكونغرس في سنة 1894 قراراً لتحديد مرتفعات المباني، على إثر تشيد فندق كايرو ذو الإثني عشر طابقاً. تم تعديل القانون في 1910، وإلغاء الارتفاع الأقصى وربط ارتفاع المبنى بعرض الشارع الذي تقع عليه بوابة المبنى.20 قدم (6.1 م) وبسبب هذا القانون، حافظت واشنطن على طرازها الفارسي في جعل المنظر العام للمباني السكنية منخفض ومترامي الأطراف. وعلى الرغم من الاعتقاد السائد، فلا يوجد أي قانون يحدد طول المباني كي لا يتجاوز مبنى الكابيتول الأمريكي أو نصب واشنطن ذو 555-قدم (169 م)، واللذان لا يزالان أطول مبنيين في القطاع. ودائماً ما كان ينتقد رؤساء البلديات قانون تحديد الارتفاع باعتباره سبباً رئيسياً وراء محدودية الوحدات السكنية، وبالإضافة لمشاكل المرور في ظل توسع مدني طبيعي.
وتنقسم المدينة الفدرالية إلى أربع أجزاء وأقسام جغرافياً غير متكافئة المساحة: شمال غربي (ش غ)، وشمال شرقي (ش ش)، وجنوب شرقي (ج ش)، وجنوب غربي (ج غ). ويقع مبنى الكابيتول الأمريكي بالضبط على ملتقى الأقسام الأربعة. جميع أسماء الشوارع تشتمل على اختصارات لتحديد موقعها، ويتم ترقيم المنازل بناءً على بعد مربعاتها السكنية من مبنى الكابيتول في كل اتجاه بالتدريج. تتم تسمية الشوارع في الأغلب بناءً على قاعدة واحدة، تسمى الشوارع ذات المحور الشرقي-الغربي بحروف (مثلاً: شارع C). وتسمى الشوارع ذات محور الشمالي-الجنوبي بأرقام (مثلا ؛ الشارع الرابع). توجد بعض الشوارع والطرق المعروفة بشكل خاص سياحياً وسياسياً، مثلاً، طريق بنسلفانيا، والذي يربط ويصل البيت الأبيض بالكابيتول. وشارع K، والذي يضم مقرات العدد من جماعات الضغط السياسي. تستضيف واشنطن 176 سفارة وبعثة أجنبية، والتي تقع أغلبها في جزء من طريق ماساتشوستس، والذي يطلق عليها شعبياً صف السفارات.

### الفن المعماري

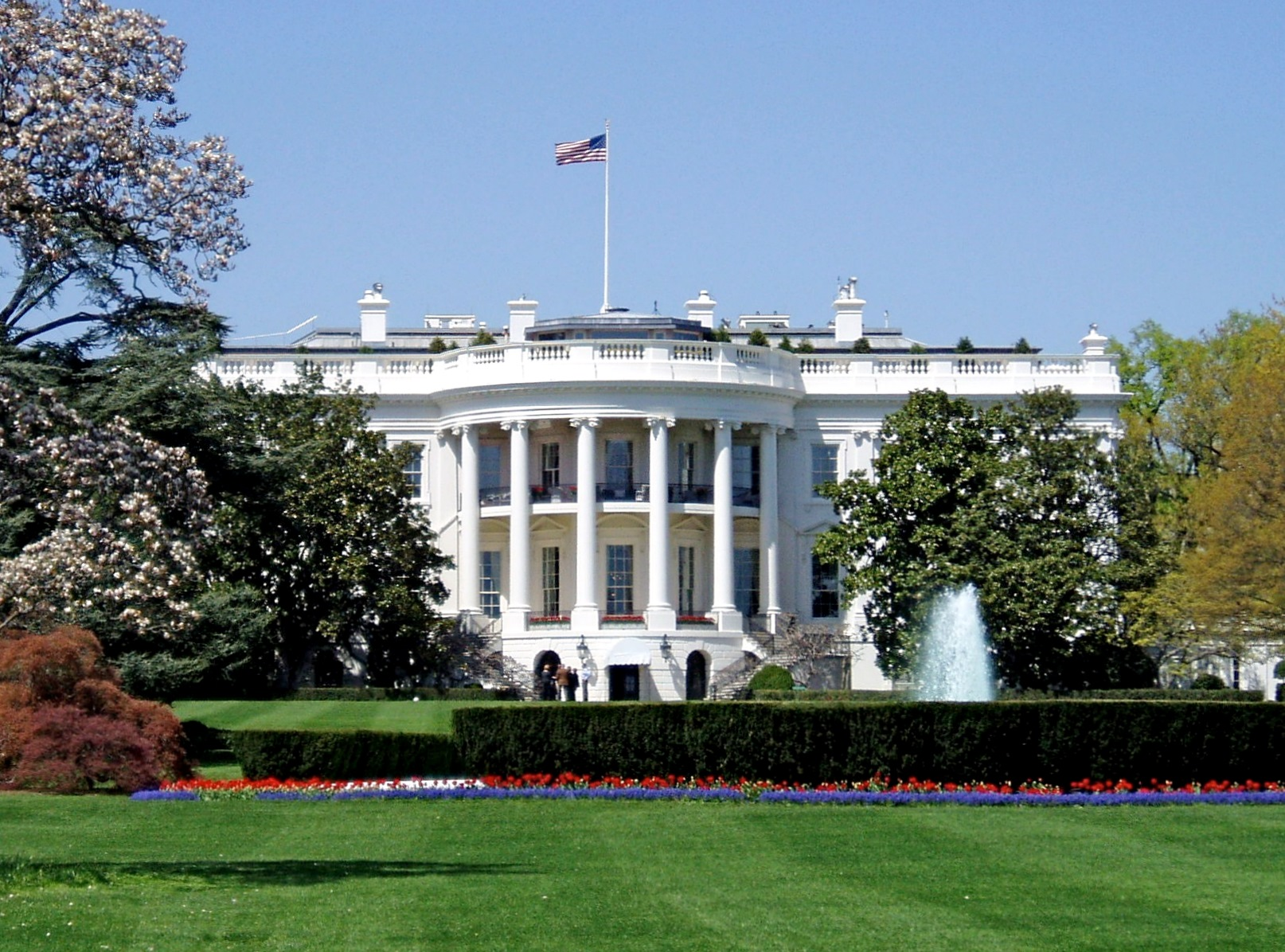
حصل البيت الأبيض على المركز الثاني في قائمة الجمعية الأمريكية للمعماريين في قائمة أجمل المباني في الولايات المتحدة

تختلف الطرز المعمارية في واشنطن بشكل كبير وواسع. وقد صنفت الجمعية الأمريكية للمعماريين عام 2007 في تصنيفها لأفضل المباني الأمريكية من ناحية التصميم المعماري 6 مباني في العاصمة واشنطن من ضمن أجمل 10 مباني في الولايات المتحدة كلها. المباني هي: البيت الأبيض، كاتدرائية واشنطن الوطنية، نصب جيفرسون التذكاري، كابيتول الولايات المتحدة، نصب لنكولن التذكاري، ونصب محاربي فيتنام القدامى التذكاري. وتنعكس جميع أنماط وطرز الكلاسيكية الجديدة، والجورجية والقوطية والهندسة المعمارية الحديثة على جميع هذه المباني الستة، بالإضافة للعديد من المباني البارزة في العاصمة. 

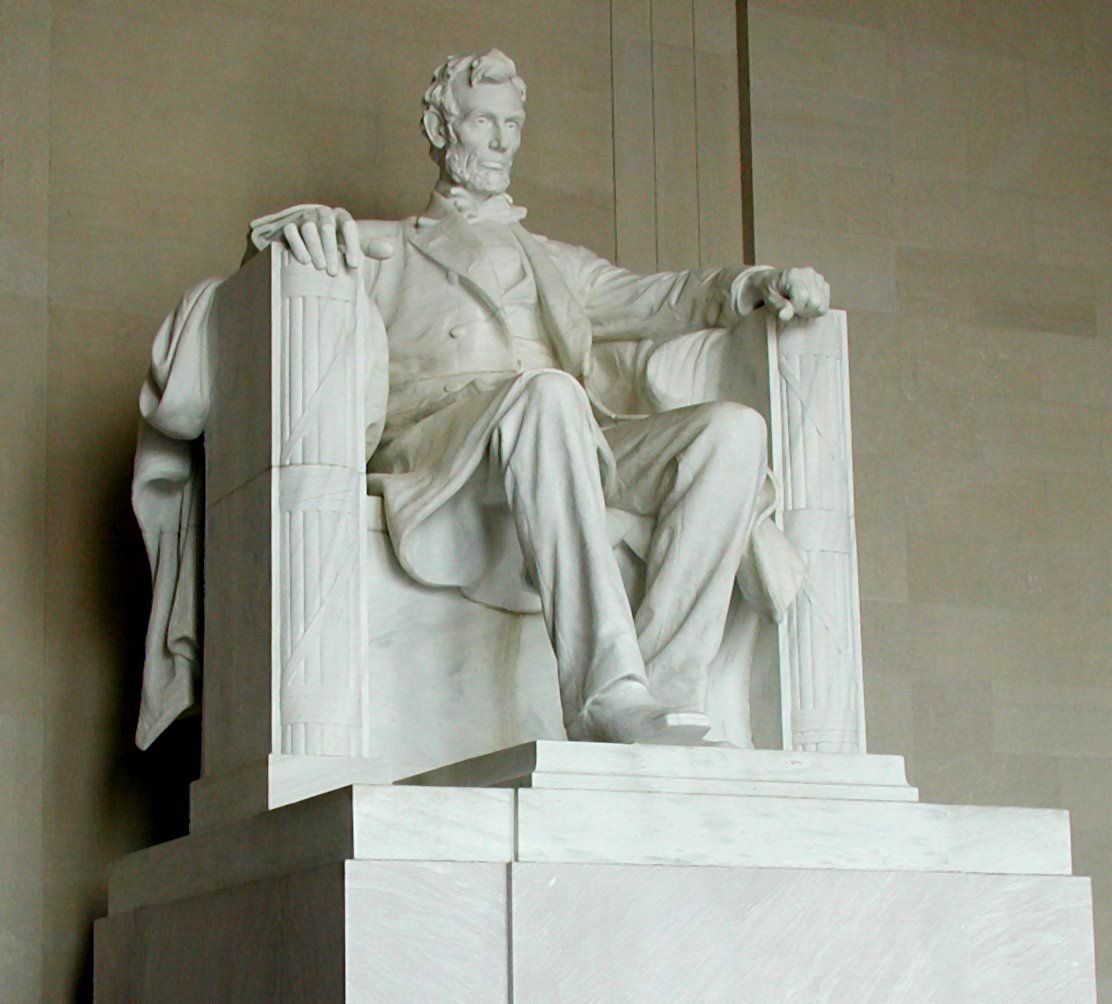
نصب لنكولن التذكاري

 هناك أيضاً بعض المباني المشهورة ذات طراز الإمبراطورية الفرنسية الثانية مثل مبنى مكتب أيزنهاور التنفيذي.

أما خارج منطقة وسطة المدينة، فتختلف الطرز المعمارية وتصبح أكثر تنوعاً. فقد تم بناء المباني التاريخية في هذه المنطقة على طرازات مختلفة ومتنوعة، أبرزها هو طراز الملكة آن، وشاتويسك، وغيرها من الطرازات الأوروبية القديمة. وأما المناطق التي توجد بها عشرات المنازل المستقلة على شكل صف بجانب بعضها البعض، فقد ظهرت هذه البيوت بكثرة في المناطق التي أنشئت بعد الحرب الأهلية والتي غالباً ما تتبع الطرازين الفدرالي وأواخر العصر الفكتوري. وتقع أكثر المباني القديمة والعتيقة في جورج تاون نظراً لكونها بنيت وأنشئت قبل واشنطن العاصمة بفترة من الزمان. ويعتبر المنزل الحجري القديم والذي بني عام 1765 في جورج تاون أقدم مبنى قائم حتى الآن في العاصمة. وتعكس غالبية المنازل المبنية في هذه المنطقة، والتي بنيت في سبعينيات القرن التاسع عشر،

نصب جيفرسون التذكاري

 تعكس طراز الحقبة الفكتورية في تصاميمها. وتبرز جامعة جورج تاون كأحد أهم المناطق في المنطقة، وتمثل طرازين العمارة القوطية الجديدة والرومانية. وأما من ناحية المساحة، فيتصدر مبنى رونالد ريغان قائمة أكبر المباني في العاصمة والذي تبلغ مساحته الإجمالية نحو 3.1 مليون قدم مربع (288,000 م2).

### أهم المعالم
من أهم المواقع السياحية في واشنطن منتزه ناشونال مول الذي يحتوي على أهم المتاحف والمواقع السياسية والثقافية والنصب التذكارية في المدينة.

يجيء البيت الأبيض، ومبنى الكونغرس على رأس أهم معالم المقاطعة، وتكتظ العاصمة بالمعالم السياحية الكثيرة مثل مبنى طباعة الأوراق المالية وصك العملة، والنصب التذكارية للرؤساء توماس جيفرسون، وابراهام لينكون وفرانكلين روزفلت كما توجد الكثير من المكتبات مثل مكتبة الكونغرس، وإدارة الوثائق الوطنية والمحفوظات التي تحتوي على وثيقة الاستقلال الأصلية. وتوجد عدة متاحف شهيرة مثل مجموعة متاحف سميث سميثسونيان Smithsonian، وهي تضم متحف للتاريخ الطبيعي، ومتحف التاريخ الأمريكي، ومتحف الفن الحديث، ومتحف الطوابع البريدية. ومن الأماكن السياحية الأخرى في مدينة واشنطن، كاتدرائية القديس ماثيو، ومسرح فورد، ومبنى البريد القديم، وحي كابيتول هيل، ومكتبة فولجر شكسبير التي تضم أكبر مجموعة من مؤلفات الروائي والشاعر الإنجليزي ويليام شكسبير.

## الاقتصاد

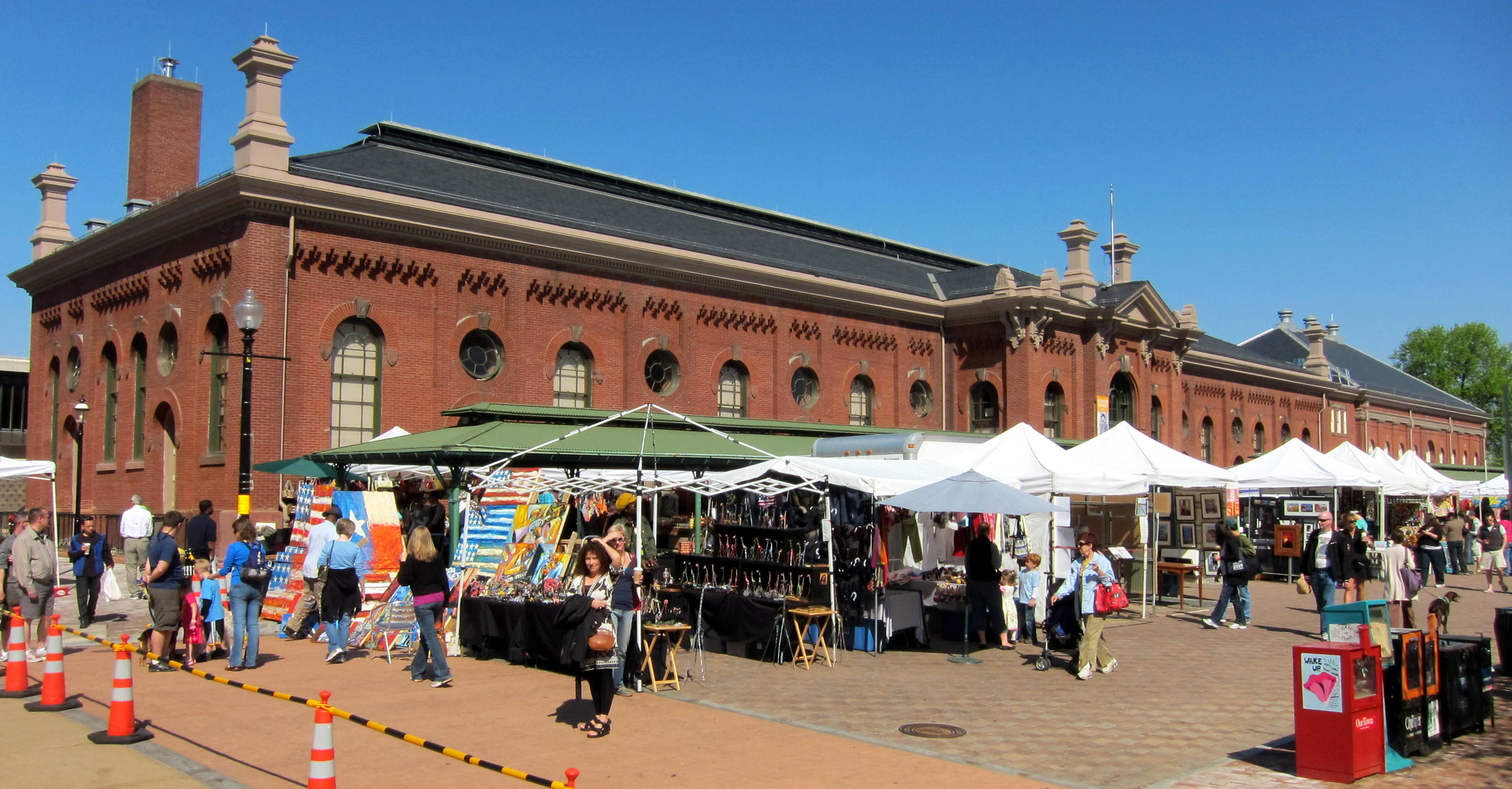
السوق الشرقي

واشنطن لديها اقتصاد متنوع ومتنامي مع نسبة متزايدة من الوظائف المهنية وخدمة رجال الأعمال.
اقتصاد واشنطن على نشاطات الحكومة الفيدرالية. وتعيّن الحكومة كثيرًا من عمال منطقة واشنطن، ويزيد العاملون فيها كثيرًا عن أولئك الذين يعملون في أي من المؤسسات الخاصة. كما أنها تحصل على الكثير من نشاط واشنطن الاقتصادي الخاص.
موظفو الحكومة يزحمون شارع بنسلفانيا عند انصرافهم من العمل. والحكومة الفيدرالية أكبر مخدِّم في منطقة واشنطن.
إن جاذبية الحكومة تجعل واشنطن في مقدمة المراكز العالمية في مجال السياحة. ففي كل عام يفد ملايين السياح إلى المدينة لزيارتها، ولرؤية الحكومة وهي تؤدي أعمالها، وللتمتع بمناظرها التاريخية المثيرة. وتساعد الأموال التي ينفقها السائحون على توافر وظائف في كثير من الفنادق الكبيرة والصغيرة وفي المطاعم وغيرها من المحال التجارية.
وتنتشر الكثير من الأعمال التجارية الخاصة المهمة اقتصاديًا في واشنطن نظرًا لوجود الحكومة فيها. ومن بين هذه النشاطات الشركات التي تعمل في المجال القانوني، وفي المحاسبة، والمنظمات التي تعمل في أبحاث الشؤون العامة وشركات الاتصالات. وتتضمن هذه النشاطات أيضًا عددًا من الشركات التجارية والاتحادات العمالية التي تقيم مكاتبها الرئيسية في المدينة حتى تتمكن من التأثير على سياسات الحكومة لصالح أعضائها. ويطلق على الأشخاص الذين يحاولون التأثير على الحكومة جماعات الضغط. وبالإضافة إلى ماتقدم فإن المسائل المالية والتأمين والممتلكات العقارية والتجارة بالجملة والقطاعي، توفر وظائف كثيرة لأهل المدينة.
أما التصنيع في واشنطن فإن أهميته أقل بكثير عما عليه الحال في المدن الكبيرة. وهناك عدد قليل من السكان يعمل في الحقل الصناعي. وتستخدم شركات الطباعة ودور النشر الكثير من هؤلاء العمال.

### الاتصالات
تعتبر واشنطن في المقدمة لوجود مراكز الاتصالات. ولكثير من الصحف العالمية الرئيسية والمجلات وشبكات الإذاعات والتلفاز بعض المراسلين الدائمين في المدينة. ويزِّود هؤلاء المراسلون القراء والمشاهدين والمستمعين بآخر أخبار نشاطات الحكومة.
وتجعل الحكومة من واشنطن أحد أهم مراكز النشر في البلاد. وتصدر وكالات الحكومة وإدارتها بعض النشرات والكتب في شتى الموضوعات. وتتفاوت المواضيع، من تلك التي تتعلق بمعلومات الإحصاء السكاني إلى الكيفية التي تحل بها المشكلات وإعلانات عيادات العلاج الطبي.
وفي واشنطن صحيفتان يوميتان، هما واشنطن بوست وواشنطن تايمز. وتصدر يو إس إيه توداي، وهي صحيفة يومية قومية في منطقة واشنطن. وتعمل في هذه المنطقة أيضًا أكثر من 40 محطة إذاعية و14 محطة تلفاز.

## التمثيل في الكونغرس

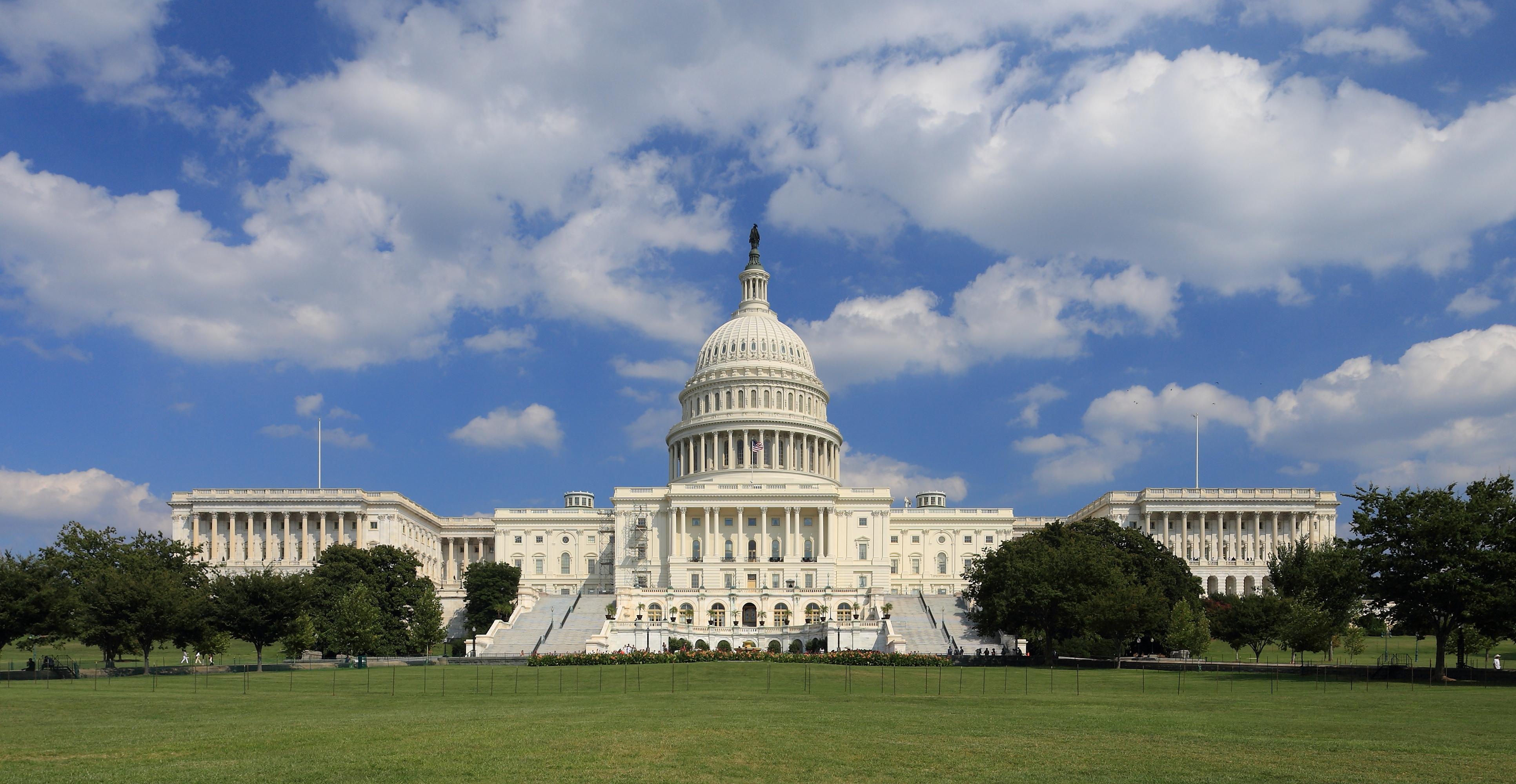
الجانب الغربي من مبنى الكابيتول (مبنى الكونغرس الأمريكي)

يتكون مجلس المدينة من ثلاثة عشر عضواً، ولا تتمتع المقاطعة بأي تمثيل في الكونغرس الفيدرالي، بالرغم من أن لها ثلاثة أصوات في الانتخابات الرئاسية، بيد أن هناك مندوب واحد من مقاطعة كولومبيا في الكونغرس، له حق التشاور وليس التصويت.

## وصلات خارجية
- الموقع الرسمي
- دليل إلى واشنطن العاصمة، ومواد من مكتبة الكونغرس
- واشنطن العاصمة، دليل السفر من ويكي الرحلات
- معلومات جغرافية متعلقة بواشنطن العاصمة على خريطة الشارع المفتوح